# ヒメシロコブゾウムシ
ヒメシロコブゾウムシ Dermatoxenus caesicollis (Gyllenhal)  はゾウムシ科の昆虫の1つ。全体に白っぽく、前翅に瘤状の隆起がある。ウドの害虫となることがある。

## 特徴
体長が11～14mmの甲虫。頭部は中央に縦溝があり、後の方には横溝が1本走る。口吻は強く大きく、幅より長さが大きく、先端に向かって幅が広くなっており、先端には半月型の黒い隆起の線があり、基部側では前額との間に1本の横溝があって区別できる。前胸背は両側が丸い形になっており、前端は後端より幅が狭い。その背面には不規則な弱い横皺多く並んでおり、また中央には1本の細い縦溝が走り、また後半部では側方にも各1本の縦溝がある。小楯板は見えない。前翅は前胸背より遙かに幅広くなっており、左右それぞれ数個の大きさの異なる瘤状の突起を備え、またそれぞれ10個の点刻の列が走っているが、点刻の列は瘤状突起の部分ではやや不規則に流れている。

## 習性など
年1化生と思われる。越冬は成虫、あるいは蛹で行われると思われ、6月頃に成虫が土から出てきて食草に着く。卵は食草の根際近くの土の中で行われ、孵化した幼虫は根株を食べ、やがて根や茎の中に食い入る。8月頃に老熟幼虫が根株から脱出し、土の中で蛹化する。

## 分布
日本では本州、四国、九州、対馬、琉球列島に、国外では朝鮮半島、中国、台湾、インドのアッサム地方に分布がある。

## 類似種など
同属のものとしてはウスヒョウタンゾウムシ D. clathratus などがあり、また別属ではあるがシロコブゾウムシ Episomus turritus もやや似ているが、本種より一回り大きい(体長13-15mm)。

## 利害
ウドの害虫となることがある。6月頃に土からでた成虫が葉や芽を食べる。その被害は普通には生育に影響を与えるほどにはならないが、植え付け直後の新芽を加害された場合には被害が大きくなる場合もある。幼虫は根株を食べ、成長が進むと根や茎に食い入る。被害を受けた株は黄色くなって萎縮し、根が強く食害を受けると強風で倒れてしまいやすくなる。畑の中の2～3株だけに集中して被害が出る例が多いという。幼虫が成熟する8月頃に特に被害が目立つ。